# Canale Behm
Il canale di Behm (Behm Canal) è un canale naturale situato nell'Alaska sud-orientale (Stati Uniti d'America), nell'arcipelago Alessandro.

## Descrizione fisica
Il canale fa parte del Borough di Ketchikan Gateway vicino alla città di Ketchikan ed è compreso nell'area marittima Inside Passage e dell'arcipelago Alessandro (Alexander Archipelago). Lungo circa 174 km, il canale separa l'isola di Revillagigedo dal continente. Inizia a sud-ovest lungo lo stretto di Clarence fra l'isola Revillagigedo e la terraferma (penisola di Cleveland) e si estende verso nord-est fino alla foce del fiume Unuk (Unuk River), poi vira verso sud-est in direzione del canale di Revillagigedo.
Il grande scoglio basaltico, chiamato ''New Eddystone Rock'', che vi si trova, è un residuo dell'attività vulcanica della zona (55°30′12″N 130°56′14″W).
Il canale si trova nella foresta Nazionale di Tongass (Tongass National Forest) e, sul lato orientale, parco nazionale Misty Fiords National Monument.

### Isole bagnate dal canale
Nel canale sono presenti le seguenti principali isole:
- canale occidentale (da sud a nord):
  - Isola di Clove (Clover Island)[5] 55°29′05″N 131°48′15″W
  - Isola di Betton (Betton Island)[6] 55°30′50″N 131°48′13″W
  - Isola di Tatoosh (Tatoosh Island)[7] 55°31′27″N 131°50′27″W
  - Isola di Hump (Hump Island)[8] 55°31′21″N 131°45′29″W
  - Isola di Back (Back Island)[9] 55°32′21″N 131°45′34″W
  - Isola di Joe (Joe Island)[10] 55°31′56″N 131°42′54″W
  - Isola di Grant (Grant Island)[11] 55°32′59″N 131°43′00″W
  - Isola di Stack (Stack Island)[12] 55°34′02″N 131°41′47″W
  - Isola di Cedar (Cedar Island)[13] 55°34′52″N 131°40′28″W
  - Isola di Cedar (Cedar Island)[13] 55°34′52″N 131°40′28″W
  - Isola di Square (Square Island)[14] 55°51′01″N 131°49′54″W
  - Isola di Gedney (Gedney Island)[15] 55°51′26″N 131°42′04″W
  - Isola di Hassler (Hassler Island)[16] 55°52′23″N 131°37′49″W
  - Isola di Black (Black Island)[17] 55°53′53″N 131°39′30″W
  - Isola di Bell (Bell Island)[18] 55°55′54″N 131°33′55″W
- canale orientale (da sud a nord):
  - Isola di Rudyerd (Rudyerd Island)[19] 55°17′44″N 131°02′10″W
  - Isola di Smeaton (Smeaton Island)[20] 55°21′07″N 130°57′20″W
  - Isola di Candle (Candle Island)[21] 55°23′39″N 130°53′36″W
  - Isola di Winstanley (Winstanley Island)[22] 55°25′52″N 130°54′25″W
  - Isole di New Eddystone (New Eddystone Islands)[23] 55°30′58″N 130°53′47″W
  - Isola di Manzanita (Manzanita Island)[24] 55°34′44″N 130°56′01″W
  - Isole di Snip (Snip Islands)[25] 55°41′16″N 130°57′33″W
  - Isole di Channel (Channel Islands)[26] 55°44′51″N 130°57′15″W

### Baie e insenature
Nel canale sono presenti le seguenti principali insenature o masse d'acqua:
- canale occidentale (da sud a nord):
  - lato occidentale (sulla penisola di Cleveland):
    - Baia di Bond (Bond Bay)[27] 55°31′43″N 131°57′05″W
    - Baia di Smugglers (Smugglers Cove)[28] 55°35′12″N 131°57′20″W
    - Baia di Helm (Helm Bay)[29] 55°37′30″N 131°57′40″W
    - Baia di Wadding (Wadding Cove)[30] 55°37′10″N 131°53′16″W
    - Baia di Raymond (Raymond Cove)[31] 55°37′56″N 131°52′15″W
    - Baia di Stewart (Port Stewart)[32] 55°43′47″N 131°52′10″W

  - lato orientale (sull'isola di Revillagigedo):
    - Canale di Clover (Clover Passage)[33] 55°30′42″N 131°45′00″W - Divide l'isola di Betton (Betton Island) dall'isola di Revillagigedo (Revillagigedo Island).
    - Baia di Moser (Moser Bay)[34] 55°33′45″N 131°39′48″W
    - Insenatura di Long (Long Arm)[35] 55°34′39″N 131°38′44″W
    - Baia di Naha (Naha Bay)[36] 55°35′54″N 131°39′43″W
    - Baia di Francis (Francis Cove)[37] 55°39′29″N 131°42′32″W
    - Baia di Traitors (Traitors Cove)[38] 55°43′09″N 131°38′30″W
    - Baia di Bushy Point (Bushy Point Cove)[39] 55°43′58″N 131°43′37″W
    - Baia di Neets (Neets Bay)[40] 55°46′00″N 131°42′00″W
    - Baia di Rockfish (Rockfish Cove)[41] 55°46′00″N 131°37′25″W
- parte settentrionale del canale (da ovest a est):
  -     - Baia di Spacious (Spacious Bay)[42] 55°51′37″N 131°49′58″W - Si trova nella parte continentale nella penisola di Cleveland (Cleveland Peninsula).
    - Baia di Yes (Yes Bay)[43] 55°54′48″N 131°47′37″W - Si trova alla base della penisola di Cleveland (Cleveland Peninsula).
    - Baia di Bailey (Bailey Bay)[44] 55°57′30″N 131°37′06″W - Si trova nella parte continentale.
    - Baia di Short (Short Bay)[45] 55°59′34″N 131°31′04″W - Si trova nella parte continentale.
    - Canale di Bell (Bell Arm)[46] 55°58′11″N 131°31′14″W - Divide l'isola di Bell (Bell Island) dalla parte continentale (lato nord).
    - Canale di Anchor (Anchor Pass)[47] 55°58′51″N 130°24′28″W - Divide l'isola di Bell (Bell Island) dalla parte continentale (lato est).
    - Stretti di Behm (Behm Narrows)[48] 55°55′16″N 131°30′08″W - Divide l'isola di Bell (Bell Island) dall'isola di Revillagigedo (è la parte più stretta del canale di Behm).
    - Baia di Convenient (Convenient Cove)[49] 55°52′08″N 131°40′32″W - Si trova sull'isola di Hassler (Hassler Island).
    - Canale di Blind (Blind Pass)[50] 55°53′40″N 131°39′16″W - Divide le isole di Black (Black Island) e Hassler (Hassler Island).
    - Canale di Hassler (Hassler Pass)[51] 55°52′52″N 131°35′13″W - Divide le isole di Revillagigedo (Revillagigedo Island) e Hassler (Hassler Island) a oriente.
    - Canale di Gedney (Gedney Pass)[52] 55°51′00″N 131°42′00″W - Divide le isole di Revillagigedo (Revillagigedo Island) e Hassler (Hassler Island) a sud
    - Baia di Burroughs (Burroughs Bay)[53] 56°02′17″N 131°08′06″W - Si trova all'estremo nord del canale.
- canale orientale (da sud a nord):
  - lato occidentale (sull'isola di Revillagigedo):
    - Baia di Alava (Alava Bay)[54] 55°13′38″N 131°07′54″W
    - Baia di Princess (Princess Bay)[55] 55°21′41″N 131°00′17″W
    - Baia di Wasp (Wasp Cove)[56] 55°25′45″N 130°59′06″W
    - Baia di Ella (Ella Bay)[57] 55°30′02″N 130°59′09″W
    - Baia di Sargent (Sargent Bay)[58] 55°33′44″N 130°58′16″W
    - Baia di Manzanita (Manzanita Bay)[59] 55°35′20″N 130°57′22″W
    - Baia di Grace (Grace Cove)[60] 55°40′40″N 130°57′50″W
    - Baia di Portage (Portage Cove)[61] 55°46′22″N 131°02′37″W

  - lato orientale (sul continente):
    - Baia di Sykes (Sykes Cove)[62] 55°11′51″N 131°04′49″W
    - Baia di Smeaton (Smeaton Bay)[63] 55°19′00″N 130°54′00″W
    - Canale di Shoalwater (Shoalwater Pass)[64] 55°26′08″N 130°53′43″W - Divide l'isola di Winstanley (Winstanley Island) dal continente.
    - Baia di Checats (Checats Cove)[65] 55°29′23″N 130°52′40″W
    - Baia di Rudyerd (Rudyerd Bay)[66] 55°35′23″N 130°44′45″W - Questa insenatura è spesso frequentata dalle crociere organizzate su catamarani per visitare il parco nazionale Misty Fiords National Monument.[67]
    - Insenatura di Walker (Walker Cove)[68] 55°43′33″N 130°49′06″W
    - Baia di Saks (Saks Cove)[69] 55°56′17″N 131°08′20″W
    - Baia di Fitzgibbon (Fitzgibbon Cove)[70] 55°58′34″N 131°11′15″W

### Promontori
Nel canale sono presenti i seguenti principali promontori:
- canale occidentale (da sud a nord):
  - lato occidentale (sulla penisola di Cleveland):
    - Caamano Pt 55°30′08″N 131°57′17″W
    - Mike Point 55°37′19″N 131°52′51″W
    - Point Francis 55°40′11″N 131°49′00″W
    - Heckman Point 55°45′11″N 131°47′55″W

  - lato orientale (sull'isola di Revillagigedo):
    - Pt Higgins 55°27′24″N 131°50′03″W
    - Tatoosh Point 55°31′50″N 131°49′43″W - Si trova sull'isola di Betton (Betton Island)
    - Betton Point 55°32′21″N 131°48′35″W - Si trova sull'isola di Betton (Betton Island)
    - Indian Point 55°36′51″N 131°41′58″W
    - Escape Point 55°39′09″N 131°42′53″W
    - Bushy Point 55°43′46″N 131°43′52″W
    - Nose Point 55°48′19″N 131°42′30″W
    - Brow Point 55°50′07″N 131°42′34″W
- parte settentrionale del canale (da ovest a est):
  -     - Bluff Point 55°53′02″N 131°44′47″W - Si trova sul continente a nord nella baia di Yes (Yes Bay)
    - Syble Point 55°53′17″N 131°44′15″W - Si trova sul continente a nord nella baia di Yes (Yes Bay)
    - Pt Lees 55°57′35″N 131°23′28″W - Si trova all'incrocio tra gli stretti di Behm (Behm Narrows) e il canale di Anchor (Anchor Pass)
    - Claude Point 55°57′12″N 131°22′13″W - Si trova a nord sull'isola di Revillagigedo
- canale orientale (da sud a nord):
  - lato occidentale (sull'isola di Revillagigedo):
    - Fox Point 55°15′35″N 131°03′50″W
    - Sharp Point 55°20′37″N 131°01′32″W
    - Tramp Point 55°31′33″N 130°58′28″W
    - Cactus Point 55°33′22″N 130°56′33″W
    - Wart Point 55°35′20″N 130°56′37″W
    - Skirt Point 55°37′08″N 130°56′25″W
    - Point Whaley 55°58′21″N 131°15′54″W

  - lato orientale (sul continente):
    - Pt Sykes 55°11′32″N 131°05′36″W
    - Poe Pt 55°14′26″N 131°00′32″W
    - Pt Nelson 55°18′00″N 130°55′29″W
    - Checats Pt 55°27′43″N 130°56′28″W
    - Point Louise 55°32′40″N 130°52′14″W
    - Point Eva 55°33′35″N 130°52′29″W
    - Ledge Point 55°42′23″N 130°53′39″W
    - Hut Point 55°42′46″N 130°54′12″W
    - Trap Point 55°46′55″N 130°58′02″W
    - Fish Point 55°47′52″N 130°59′22″W
    - Fire Point 55°55′53″N 131°09′06″W
    - Dew Point 55°57′31″N 131°11′22″W
    - Hose Point 55°58′05″N 131°11′38″W
    - Point Fitzgibbon 55°59′02″N 131°12′58″W

### Fiumi
Elenco di alcuni fiumi che sfociano nel canale:
- canale occidentale (da sud a nord):
  - lato occidentale (sulla penisola di Cleveland):
    - Fiume Falls e Fiume Smuggers (Falls Creek e Smugglers Creek) 55°35′21″N 131°57′47″W - Entrambi sfociano nella baia di Smugglers (Smugglers Cove).
    - Fiume Granite (Granite Creek) 55°38′39″N 131°51′52″W - Sfocia nella baia di Raymond (Raymond Cove).

  - lato orientale (sull'isola di Revillagigedo):
    - Fiume Waterfall (Waterfall Creek) 55°29′23″N 131°45′52″W - Sfocia nel canale di Clover (Clover Passage).
    - Fiume Lunch (Lunch Creek) 55°30′51″N 131°43′13″W - Sfocia nel canale di Clover (Clover Passage).
    - Fiume Wolf (Wolf Creek) 55°33′34″N 131°39′09″W - Sfocia nella baia di Moser (Moser Bay).
    - Fiume Naha (Naha River) 55°35′31″N 131°35′39″W - Sfocia nella baia di Naha (Naha Bay) attraverso la laguna di Roosevelt (Roosevelt Lagoon).
    - Fiume Margaret (Margaret Creek) 55°41′39″N 131°37′40″W - Sfocia nella baia di Traitors (Traitors Cove).
    - Fiume Traitors (Traitors Creek) 55°43′56″N 131°31′11″W - Sfocia nella baia di Traitors (Traitors Cove).
- parte settentrionale del canale (da ovest a est):
  -     - Fiume Wasta (Wasta Creek) 55°51′20″N 131°55′13″W - Sfocia nella baia di Spacious (Spacious Bay)
    - Fiume Short (Short Creek) 55°00′06″N 131°31′44″W - Sfocia nella baia di Short (Short Bay)
    - Fiume Grant (Grant Creek) 56°01′34″N 131°11′56″W - Sfocia nella baia di Burroughs (Burroughs Bay)
    - Fiume Unuk (Unuk River) 56°03′58″N 131°05′46″W - Sfocia nella baia di Burroughs (Burroughs Bay)
    - Fiume Klahini (Klahini River) 56°02′42″N 131°05′18″W - Sfocia nella baia di Burroughs (Burroughs Bay)
- canale orientale (da sud a nord):
  - lato occidentale (sull'isola di Revillagigedo):
    - Fiume Ella (Ella Creek) 55°29′48″N 130°59′27″W - Sfocia nella baia di Ella (Ella Bay)
    - Fiume Manzanita (Manzanita Creek) 55°35′24″N 130°57′48″W - Sfocia nella baia di Manzanita (Manzanita Bay)
    - Fiume Grace (Grace Creek) 55°39′56″N 130°57′38″W

  - lato orientale (sul continente):
    - Fiume Winstanley (Winstanley Creek) 55°24′18″N 130°53′03″W - Sfocia nel canale di Shoalwater (Shoalwater Pass)
    - Fiume Granite (Granite Creek) 55°40′06″N 130°54′02″W
    - Fiume Walker (Walker Creek) 55°45′18″N 130°42′08″W - Sfocia nell'insenatura di Walker (Walker Cove)
    - Fiume Chickamin (Chickamin River) 55°49′19″N 130°53′57″W
    - Fiume Robinson (Robinson Creek) 55°53′04″N 131°04′36″W
    - Fiume Saks (Saks Creek) 55°56′44″N 131°07′51″W - Sfocia nella baia di Saks (Saks Cove)

## Storia
Il nome gli fu dato da George Vancouver nel 1793, in onore di Magnus von Behm, già governatore della Kamčatka e compagno di viaggio di James Cook. Fu lui ad annunciare la morte di Cook, ucciso alle Hawaï, all'Europa.

## Accessi e turismo
Il canale si può raggiungere via mare (facilmente da Ketchikan) o via aerea (idrovolanti). La parte iniziale (a sud-est) è percorsa da crociere organizzate su catamarani per visitare il parco nazionale Misty Fiords National Monument.

## Fauna
Nella fauna marina del canale si trovano: balene, leoni marini e aringhe (queste ultime molto numerose). Nel canale si pratica anche la pesca del salmone.

## Galleria d'immagini

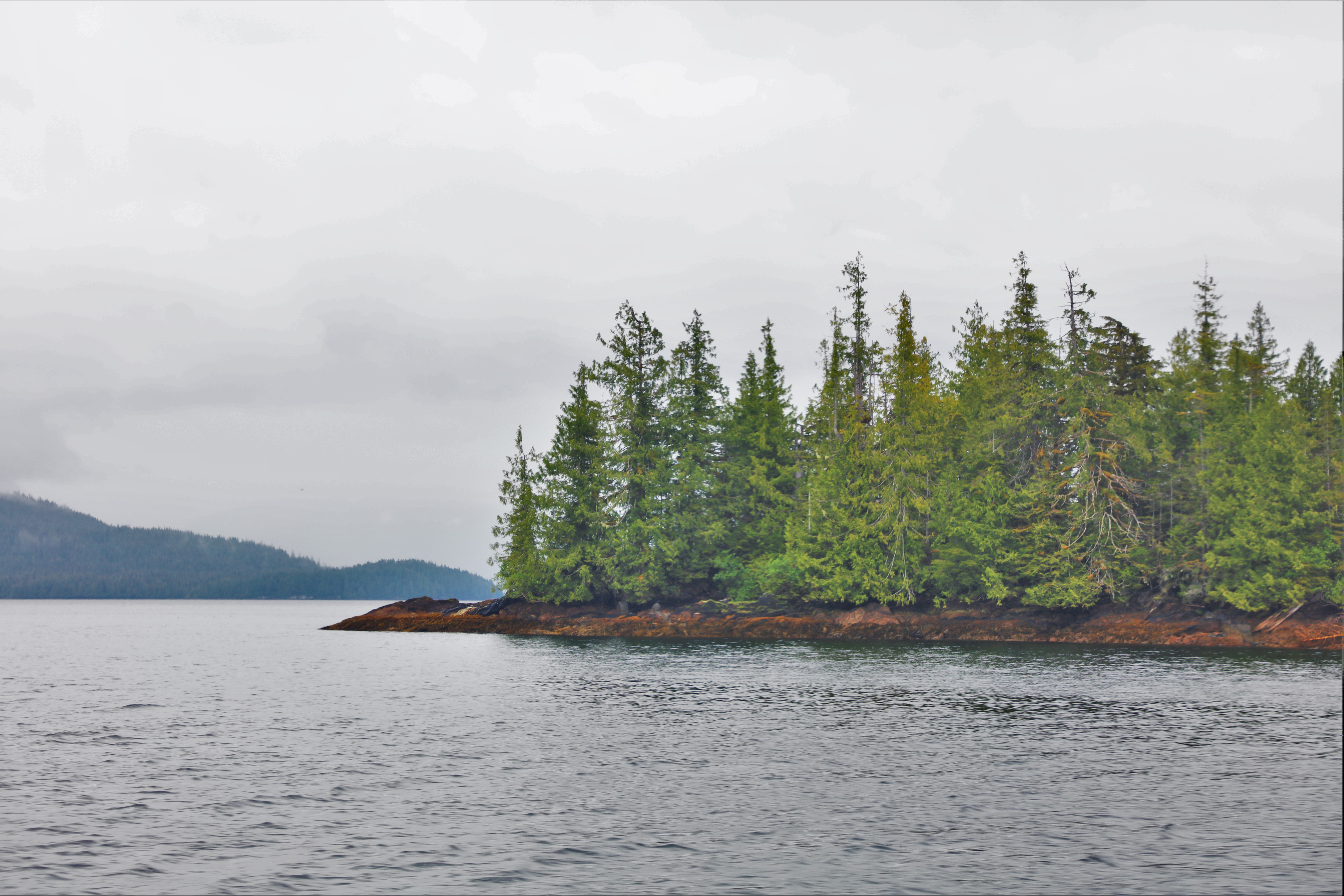
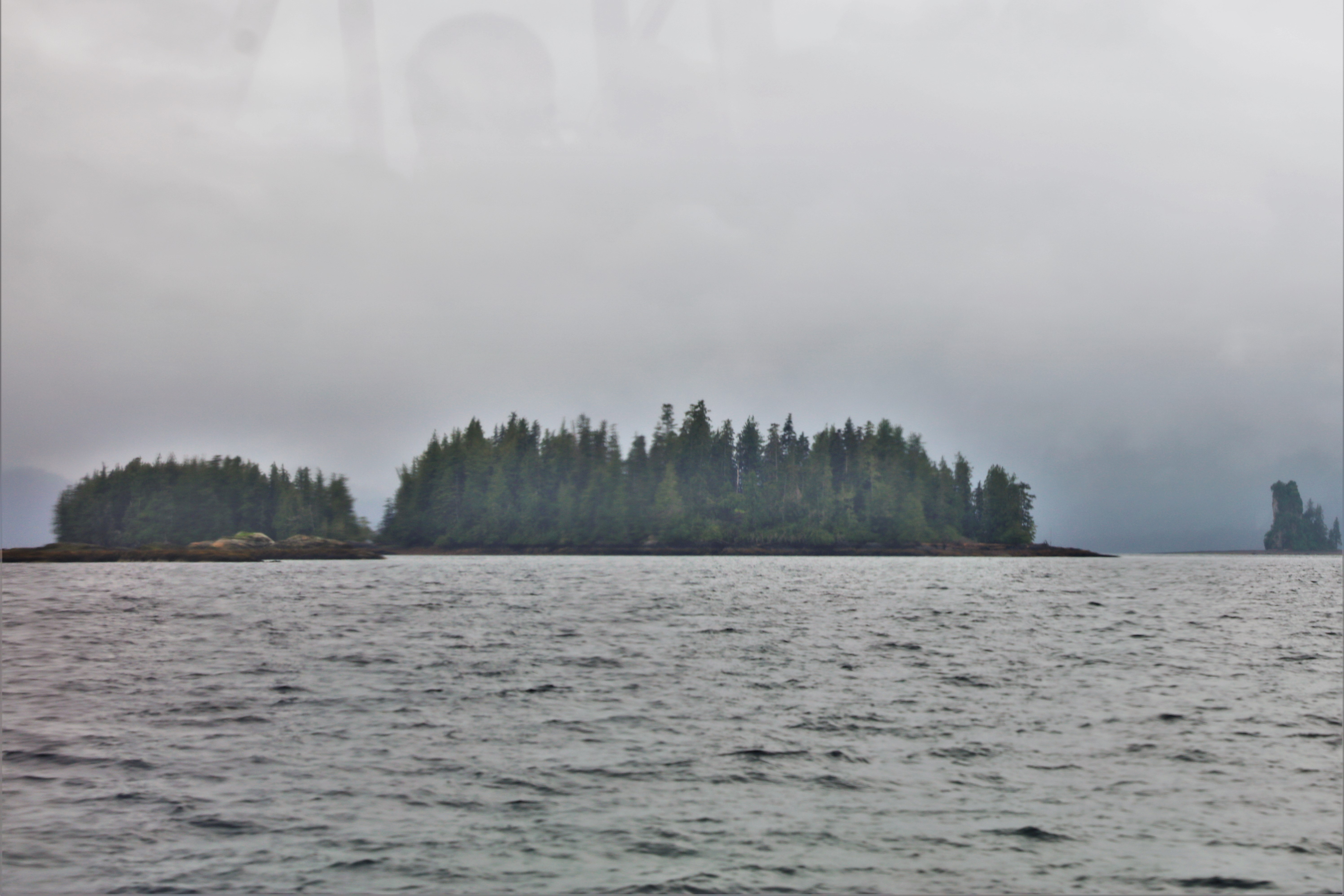
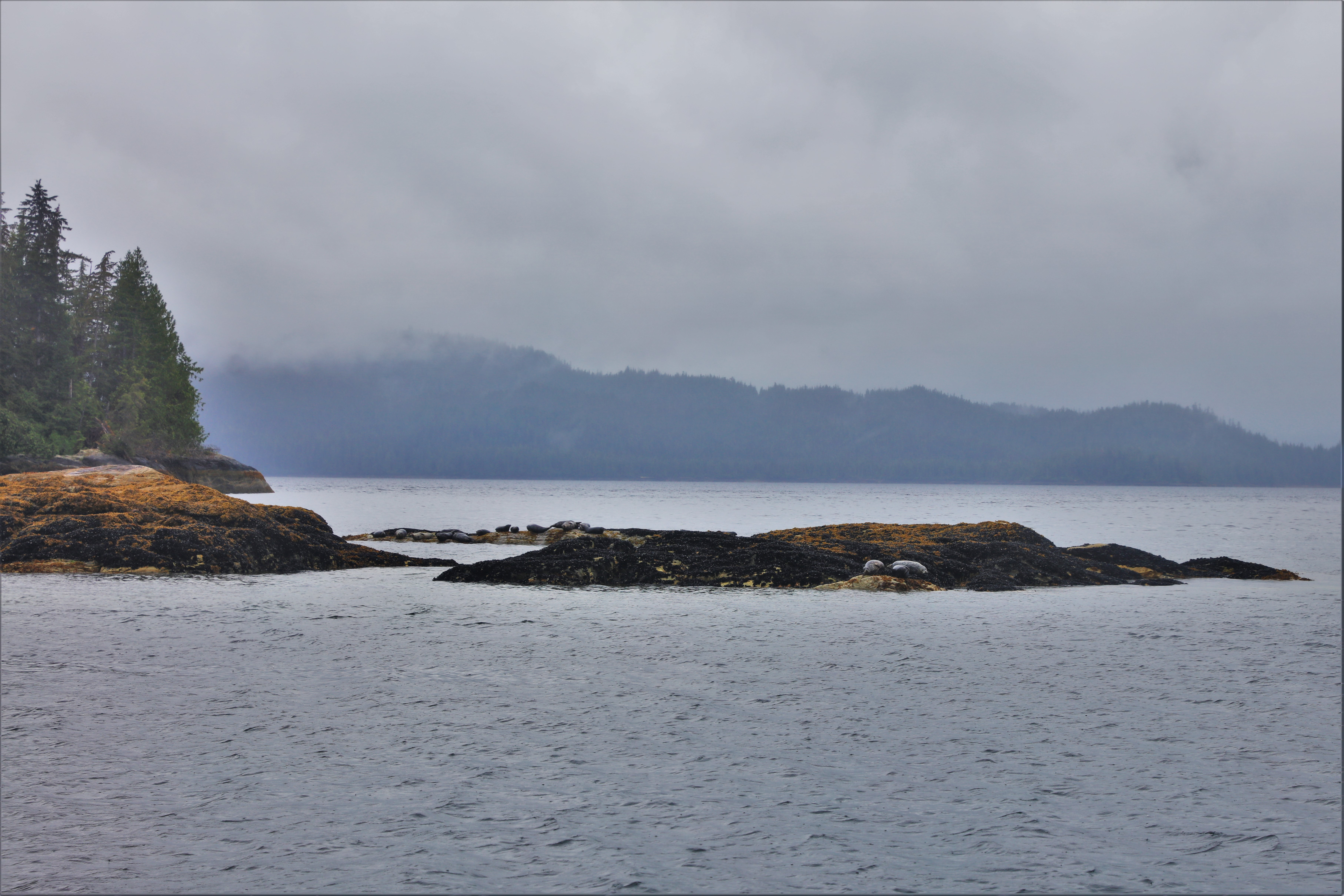